# Fest- und Gedenksprüche (Brahms)
Fest- und Gedenksprüche (Proverbis de festa i commemoració) Op. 109, és un cicle de tres motets per a cor doble mixt de Johannes Brahms. Va completar l'obra incorporant versos bíblics a la música, dins 1889 i el va dedicar a Carl Petersen. Va ser publicat dins 1890 per N. Simrock.
El seu tema és relacionat a la unificació alemanya un tema d'actualitat a Alemanya a partir de 1871, i la música és adequada per commemorar les festivitats nacionals.

## Història

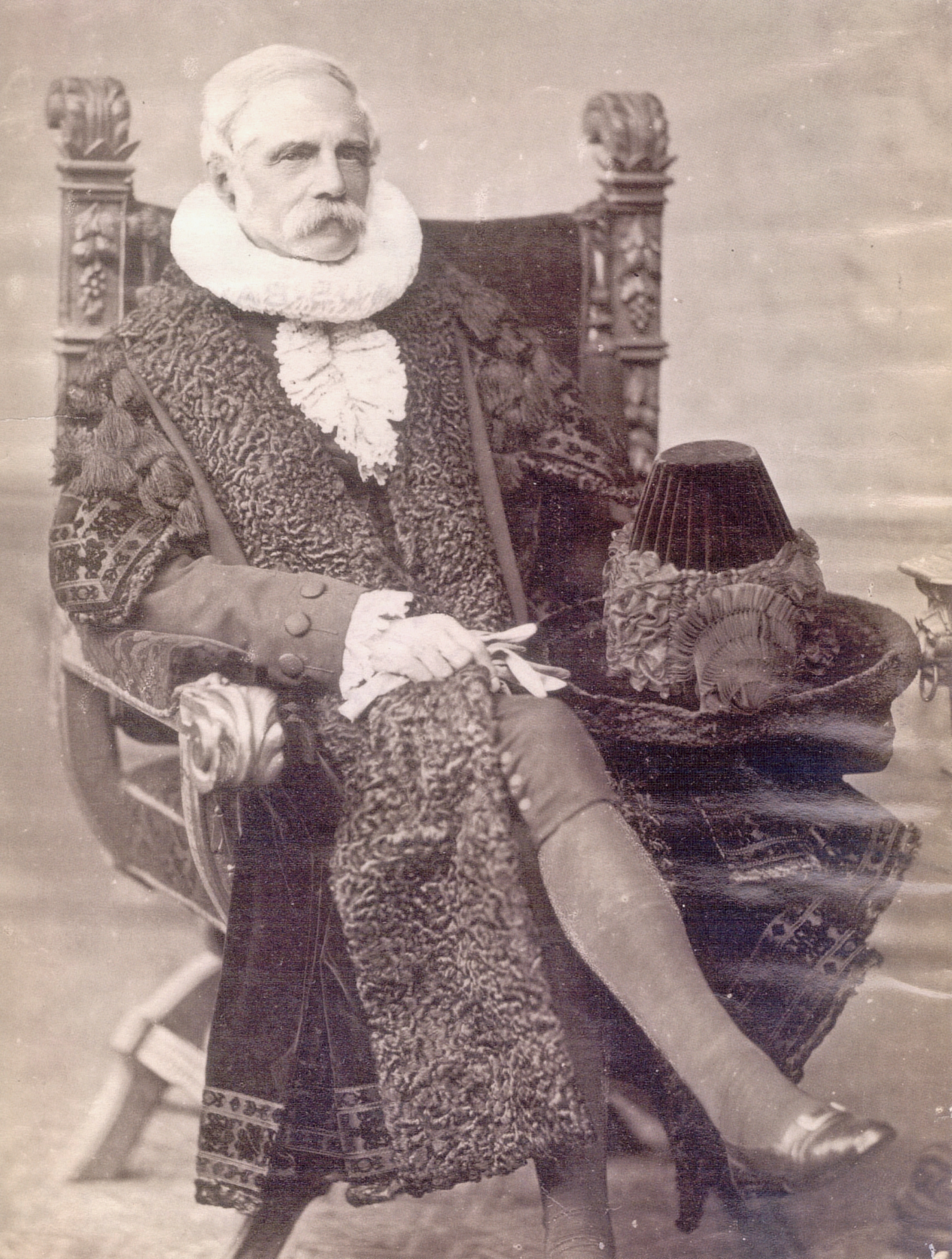
Carl Petersen, a qui la feina és dedicada

Brahms va compondre l'obra com a agraïment a la seva ciutat natal, Hamburg, que el va distingir com a ciutadà honorari. Va escollir uns versos bíblics de la traducció de Martin Luther, i l'any 1888 va iniciar la composició per a un doble cor mixt a cappella. Va dedicar l'obra a Carl Petersen, llavors l'alcalde d'Hamburg.
Els títols originals dels tres moviments són:
I. Unsere Väter hofften auf dich
II. Wenn ein starker Gewappneter
III. Wo ist ein so herrlich Volk
Els versos bíblics escollits, Sprüche o dicta, es refereixen a un poble (Volk), la seva cultura nacional i la seva tradició que es transmet de pares a fills. Els temes relacionaven la recent unificació alemanya de 1871 a un imperi (Kaiserreich), que va impulsar les festivitats del país. Brahms va utilitzar un doble cor per il·lustrar ambdós temes. El seu enquadrament ha estat considerat com "un baluard optimista contra els antagonismes centrífugs que aviat assetjarien la jove nació alemanya".
L'obra s'estrenà a Hamburg el 9 de setembre de 1889 acompanyant la cerimònia de ciutadà honorari pel Cäcilienverein, amb la participació d'uns 400 cantants, dirigits Julius Spengel. L'actuació va formar part del Musikfest en der Hamburgischen Gewerbe- und Industrieausstellung (Festival de Música en l'exposició de comerços i indústria d'Hamburg). Sortí publicat per Simrock el febrer de 1890. Més concerts per Alemanya van donar continuïtat a les celebracions per la unificació.

## Estructura i música
La taula següent mostra el incipit, el marcant, clau i temps.
| Començament de text | Traducció                     | Font bíblica                                | Marcant                                 | Clau                                        | Temps    |  |
| ------------------- | ----------------------------- | ------------------------------------------- | --------------------------------------- | ------------------------------------------- | -------- |  |
| I                   | Unsere Väter hofften auf dich | Els nostres pares tingueren confiança en tu | * Salms 22:56 / Salms 29:11             | Feierlich bewegt (Solemnement emotiu)       | Fa major |  |
| II                  | Wenn ein starker Gewappneter  | Quan un home fortament armat                | * Lluc 11:21 / Lluc 11:17 / Mateu 12:25 | Lebhaft und entschlossen (Viu i determinat) | Do major |  |
| III                 | Wo ist ein so herrlich Volk   | On es troba una nació tan superba           | * Deuteronomi 4:7,9                     | Froh bewegt (Joiosament emotiu)             | Fa major |  |

El primer motet, "Unsere Väter hofften auf dich", és marcat Feierlich bewegt (solemnement emotiu). En temps triple, comença amb el cor dividit en dos grups de quatre parts a la manera de l'estil policoral venecià. El segon cor inicia les respostes un compàs més tard i en d'una manera ornamentada. Acaba amb un passatge contrapuntístic lliure en la que participen totes les parts.
El segon motet, "Wenn ein més dur Gewappneter" està indicat Lebhaft und entschlossen (viu i determinat). És una forma ternària, amb un començament que recorda la música de Händel. La secció central, en do menor, il·lustra dramàticament el text "ein Haus fället" (una caiguda de la casa).
L'últim motet, "Wo ist ein tan herrlich Volk" ("On és una nació tan gran"), té la indicació Froh bewegt (joiosament emotiu). Torna a fer servir l'estil musical venecià, amb un cant antifonal afegit. Culmina amb una recapitulació de l'inici per sobre d'un pedal.